# طائفة طبيرة
طائفة طبيرة كانت طائفة أندلسية موجودة في ما هي البرتغال الآن. صمدت من 1146 إلى 1150 عندما استولى عليها الدولة الموحدية.

## قائمة أمراء

### بني عمر
- عُمر (1146–1150)
  - الدولة الموحدية 1150–1250